# Aldo Pedretti
Aldo Pedretti (Magenta, 4 giugno 1936) è un ex calciatore italiano, di ruolo difensore.

## Carriera
Dal 1957 al 1959 gioca nel Magenta; nella stagione 1959-1960 esordisce tra i professionisti con la maglia del Perugia, con cui gioca 29 partite in Serie C. A fine anno viene ceduto alla Lucchese, con la quale nella stagione 1960-1961 gioca 19 partite in Serie C, campionato che i toscani vincono venendo pertanto promossi in Serie B. Pedretti esordisce in questa categoria nella stagione 1961-1962, nel corso della quale gioca 10 partite; diventa invece stabilmente titolare nella stagione 1962-1963, nella quale gioca 24 partite. A fine anno i toscani retrocedono in Serie C, e Pedretti rimane in squadra anche nella stagione 1963-1964 (33 presenze) e nella stagione 1964-1965 (12 presenze). Dopo cinque anni lascia la Lucchese e passa al Viareggio, con cui gioca per tre anni in Serie D (l'ultimo dei quali vincendo il campionato, con relativa promozione in Serie C) per complessive 52 presenze e 3 reti. Gioca infine un ultimo anno, alla Carrarese, ancora in Serie D.

## Palmarès

### Club

#### Competizioni nazionali
- Campionato italiano Serie C: 1

Lucchese: 1960-1961
- Campionato italiano Serie D: 1

Viareggio: 1967-1968